# Alcon Entertainment
Pour les articles homonymes, voir Alcon (homonymie).
Alcon Entertainment est une société de production de cinéma et de télévision américaine basée à Los Angeles.
Fondée en janvier 1997 par Broderick Johnson et Andrew Kosove, la société a signé un contrat d'exclusivité avec Warner Bros., qui distribue tous les films produits par Alcon.
La compagnie a notamment produit les films Mon chien Skip (2000), Eh mec ! Elle est où ma caisse ? (2000), Insomnia (2002), Zig Zag, l'étalon zébré (2005), Quatre filles et un jean (2005), 16 blocs (2006), PS I Love You (2007), The Blind Side (2009), Le Livre d'Eli (2010), L'Incroyable Histoire de Winter le dauphin (2011), Prisoners (2013), Transcendance (2014) et Point Break (2015).

## Cinéma

### Années 1990
- 1999 : Une fille qui a du chien de Jeff Pollack

### Années 2000
- 2000 : Mon chien Skip de Jay Russell
- 2000 : Eh mec ! Elle est où ma caisse ? de Danny Leiner
- 2002 : Insomnia de Christopher Nolan
- 2004 : Esprit libre de Andy Cadiff
- 2005 : Zig Zag, l'étalon zébré de Frederik Du Chau
- 2005 : Quatre filles et un jean de Ken Kwapis
- 2006 : 16 blocs de Richard Donner
- 2006 : The Wicker Man de Neil LaBute
- 2007 : P.S. I love you de Richard LaGravenese
- 2008 : One Missed Call de Eric Valette
- 2008 : Quatre filles et un jean 2 de Sanaa Hamri
- 2009 : The Blind Side de John Lee Hancock

### Années 2010
- 2010 : Le Livre d'Eli de Albert Hughes et Allen Hughes
- 2010 : Lottery Ticket de Erik White
- 2011 : Duo à trois de Luke Greenfield
- 2011 : L'Incroyable Histoire de Winter le dauphin de Charles Martin Smith
- 2012 : Joyful Noise de Todd Graff
- 2012 : Ce qui vous attend si vous attendez un enfant de Kirk Jones
- 2012 : Chroniques de Tchernobyl de Bradley Parker
- 2013 : Sublimes créatures de Richard LaGravenese
- 2013 : Prisoners de Denis Villeneuve
- 2014 : Transcendance de Wally Pfister
- 2014 : The Good Lie de Philippe Falardeau
- 2014 : L'Incroyable Histoire de Winter le dauphin 2 de Charles Martin Smith
- 2015 : Les 33 (The 33) de Patricia Riggen
- 2015 : Point Break de Ericson Core
- 2016 : No Manches Frida de Nacho G. Velilla
- 2017 : Bastards de Lawrence Sher
- 2017 : Blade Runner 2049 de Denis Villeneuve
- 2018 : Horse Soldiers de Nicolai Fuglsig

## Télévision

### Années 2010
- 2015 -  : The Expanse
- 2021 -  : Blade Runner: Black Lotus